# アウトバーン 6
アウトバーン 6（ドイツ語: Bundesautobahn 6, BAB 6 または A 6）はドイツの高速道路、アウトバーンの一路線である。

## 概要
西のフランス国境、ザールブリュッケン付近から東のチェコ国境、ヴァイトハウス付近までドイツ南部を横断し、484 kmの路線を持つ主要道路である。フランスの首都パリとチェコの首都プラハを結ぶ国際道路のドイツ区間でもある（E50号線）。
ザールラント州を横断し、州都ザールブリュッケンを経由した後、ノインキルヒェン付近でA8と交差する。ラインラント＝プファルツ州南部の横断した後、バーデン＝ヴュルテンベルク州とヘッセン州の州境付近で行程を東西から南北に変え、A5に沿う（フィルンハイムJCTとヴァルドルフJCTの間）。ハイデルベルク南部付近でA5と交差した後、工程を再び東西に変え、バーデン＝ヴュルテンベルク州とバイエルン州のそれぞれの北部を国境まで横断する。フォイヒトヴァンゲン付近でA7と、ニュルンベルク付近でA3とA9と交差する。その後オーバープファルツ地方を横断し、ヴァイトハウス付近でチェコに入る。
なお、シュヴェービッシュ＝ハル付近に185 mの高さでドイツの最も高い渓谷横断橋が本線にある。

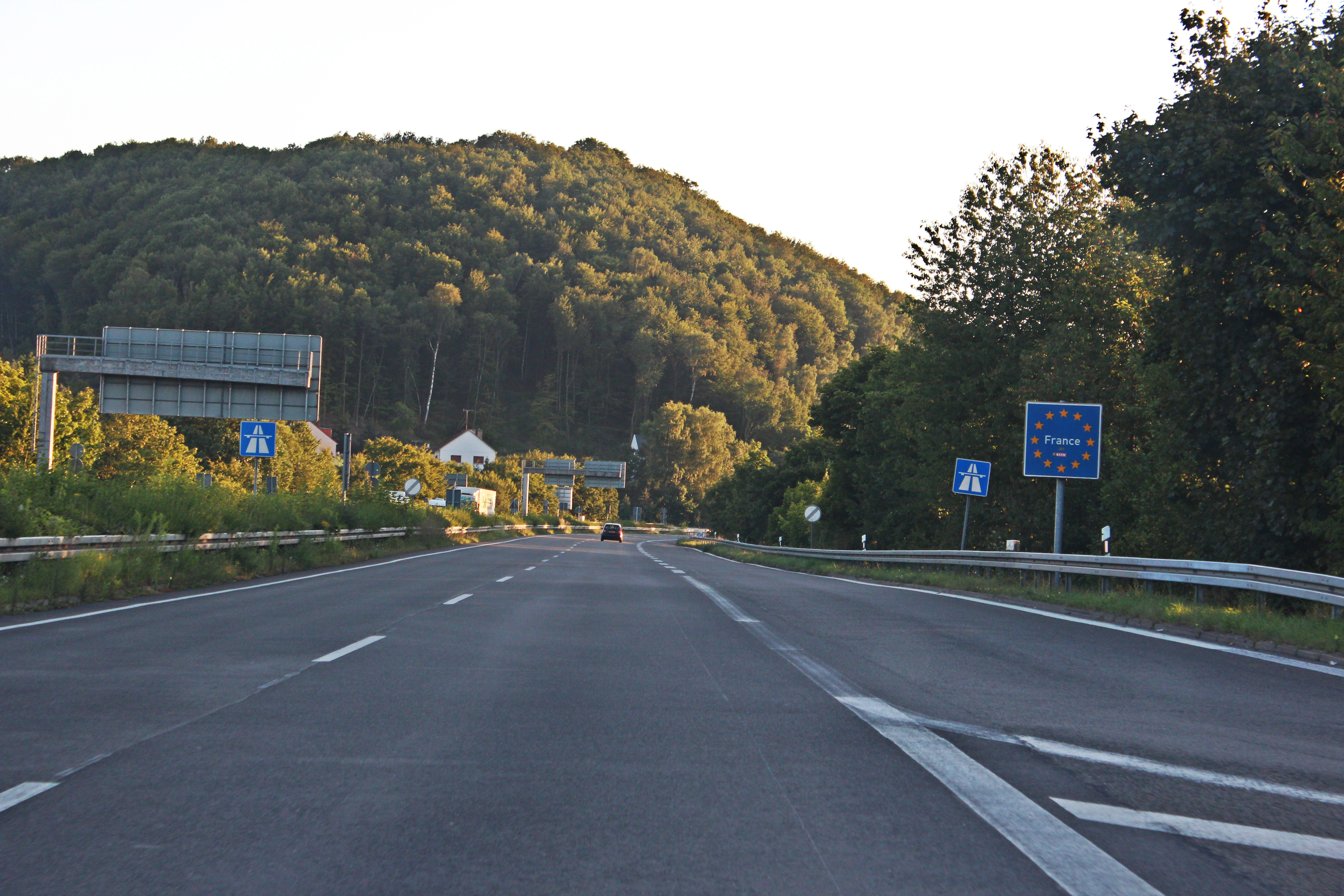
A6の起点、フランス方面を覗く
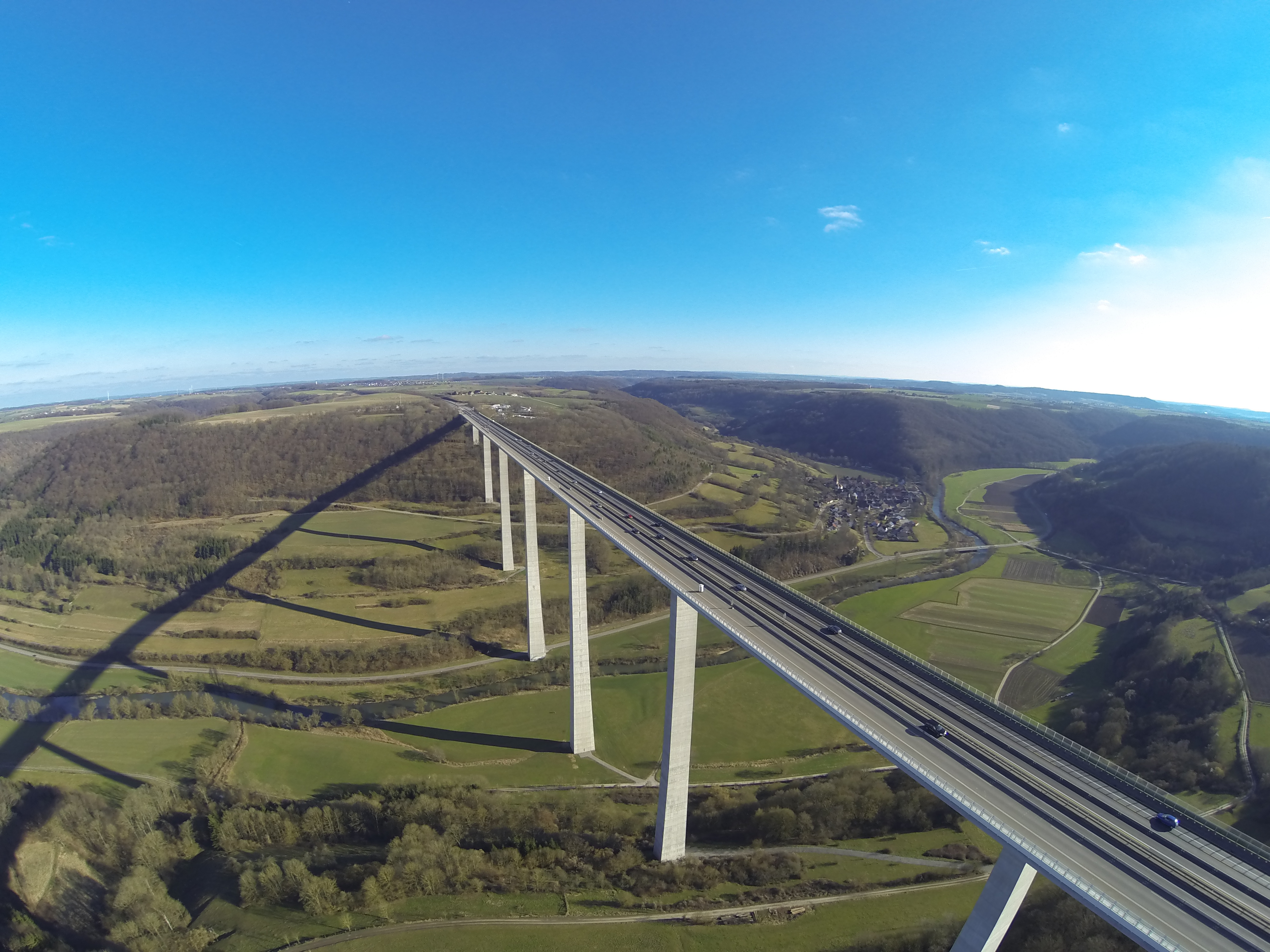
コッハータールブリュッケ、ドイツの最も高い渓谷横断橋
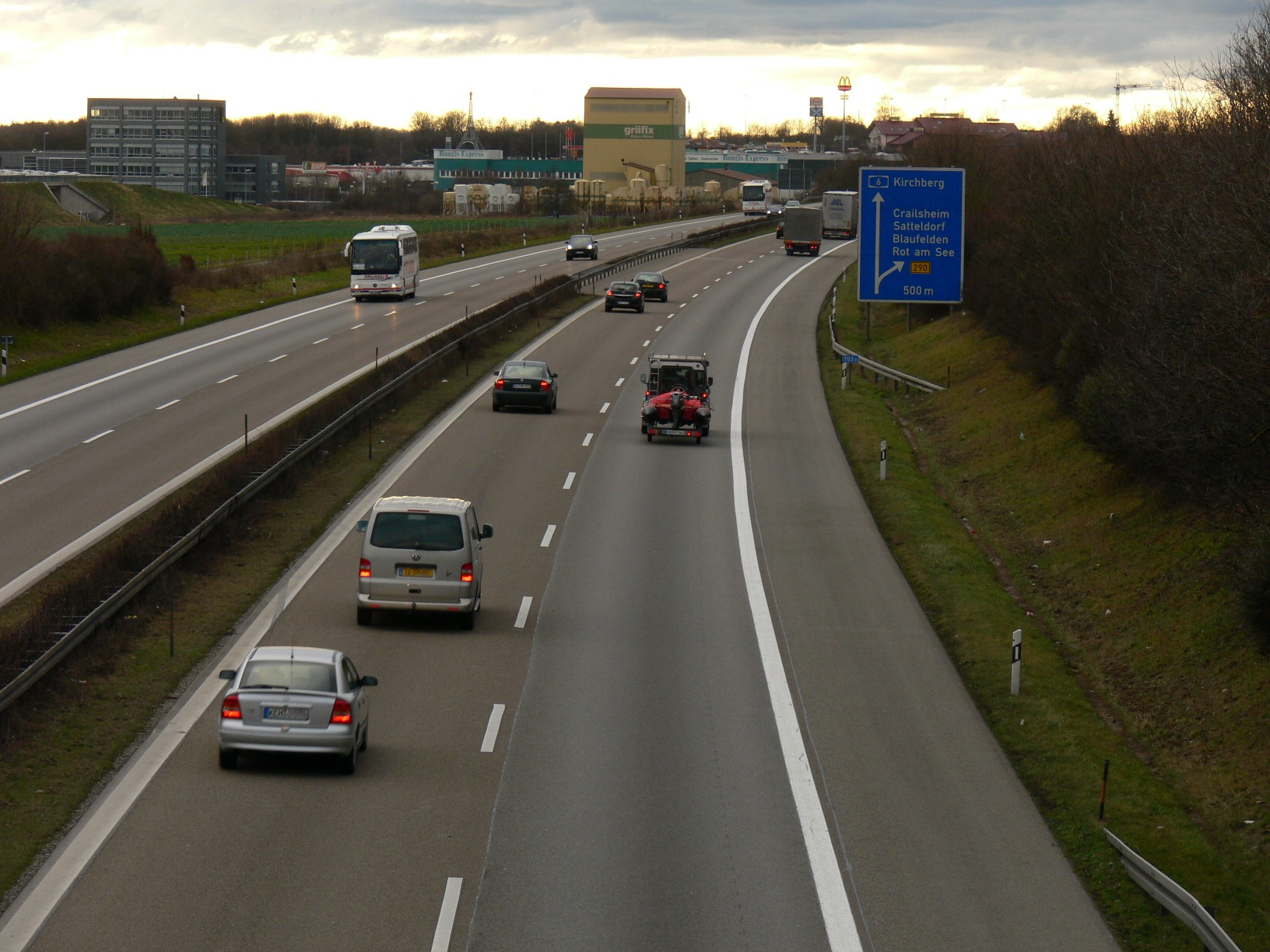
クライルスハイム付近
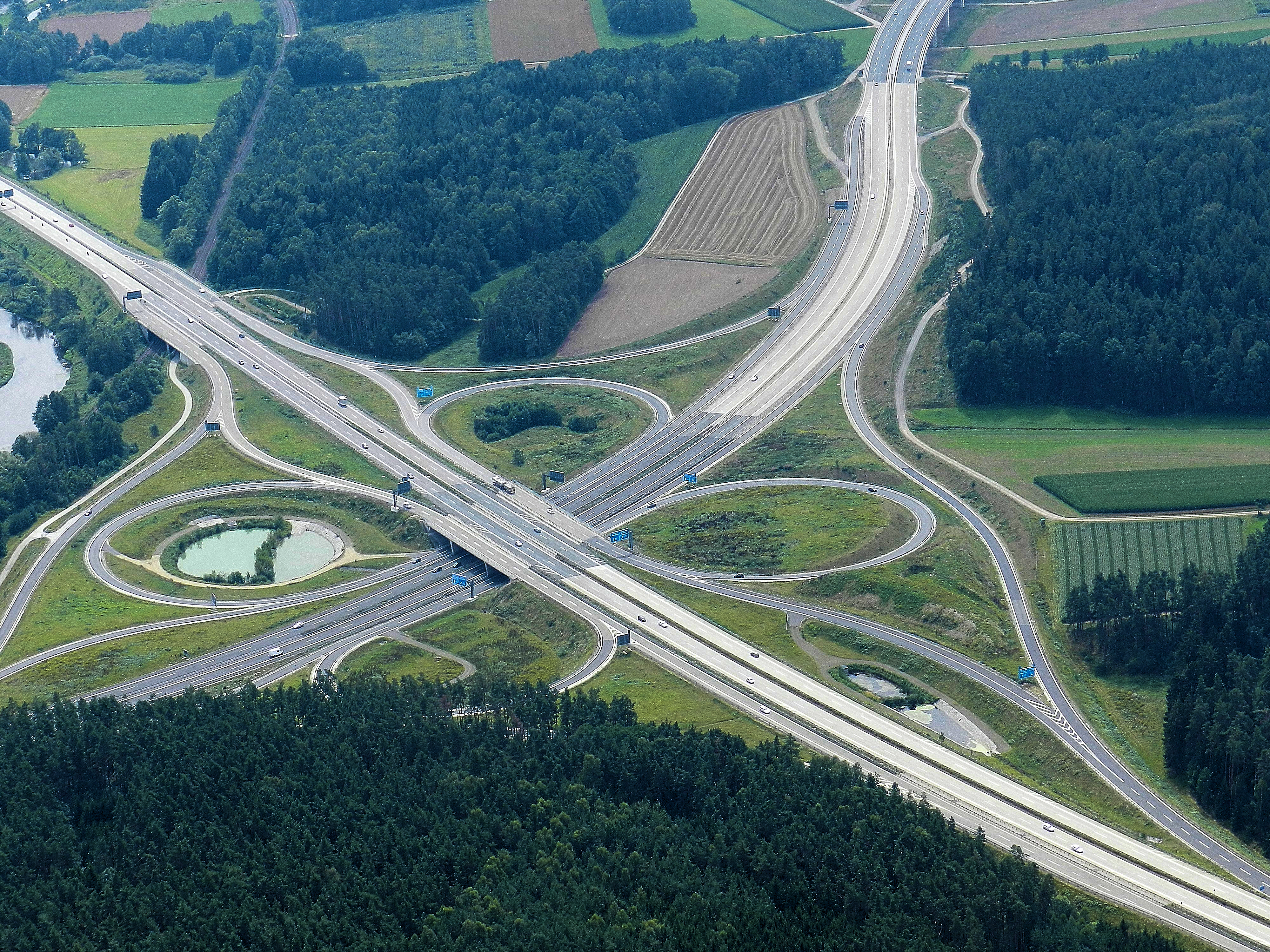
オーバープフェルツー・ヴァルトJCT、A93との交差点

## 行程
- 計画段階の新規インターチェンジおよびジャンクションは含まれていない。
- 接続路線名の特記がないものは州道または郡道。

| アウトバーン 6の行程一覧表 | アウトバーン 6の行程一覧表                   | アウトバーン 6の行程一覧表                                                    | アウトバーン 6の行程一覧表      | アウトバーン 6の行程一覧表    |
| IC 番号                    | 施設名                                       | 施設名                                                                        | 接続路線名                      | 州                            |
| -------------------------- | -------------------------------------------- | ----------------------------------------------------------------------------- | ------------------------------- | ----------------------------- |
| 1                          | 欧州連合内国境                               | ゴルデネ・ブレム国境通過点 Grenzübergang Goldene Bremm                        | メス、パリ方面                  | ザールラント州                |
| 2                          | インターチェンジ                             | ザールブリュッケン＝ゴルデネ・ブレム Saarbrücken-Goldene Bremm                | 連邦道路41号線                  | ザールラント州                |
| 3                          | ジャンクション                               | ザールブリュッケン分岐点 Dreieck Saarbrücken                                  | アウトバーン 620                | ザールラント州                |
| 4                          | インターチェンジ                             | ザールブリュッケン＝フェヒンゲン Saarbrücken-Fechingen                        | --                              | ザールラント州                |
| 5                          | インターチェンジ                             | ザンクト・イングバート＝>西 St. Ingbert-West                                  | --                              | ザールラント州                |
| 6                          | インターチェンジ                             | ザンクト・イングバート＝中央 St. Ingbert-Mitte                                | --                              | ザールラント州                |
| 7                          | インターチェンジ                             | ロールバッハ Rohrbach                                                         | --                              | ザールラント州                |
| 8                          | ジャンクション                               | ノインキルヒェン交差点 Kreuz Neunkirchen                                      | アウトバーン 8                  | ザールラント州                |
| 9                          | インターチェンジ                             | ホンブルク Homburg                                                            | 連邦道路423号線                 | ザールラント州                |
| 10                         | インターチェンジ                             | ヴァルトモール Waldmohr                                                       | --                              | ザールラント州                |
| 11                         | インターチェンジ                             | ブルッフミュールバッハ＝ミーザウ Bruchmühlbach-Miesau                         | --                              | ラインラント＝ プファルツ州   |
| 12                         | ジャンクション                               | ラントシュトゥール＝西交差点 Kreuz Landstuhl-West                             | アウトバーン 62                 | ラインラント＝ プファルツ州   |
| 13                         | インターチェンジ                             | ラムシュタイン＝ミーゼンバッハ Ramstein-Miesenbach                            | --                              | ラインラント＝ プファルツ州   |
| 14                         | インターチェンジ                             | カイザースラウテルン＝アインジードラーホーフ Kaiserslautern-Einsiedlerhof     | --                              | ラインラント＝ プファルツ州   |
| 15                         | アウトバーン規格の連邦道路とのジャンクション | カイザースラウテルン＝西 Kaiserslautern-West                                  | 連邦道路270号線                 | ラインラント＝ プファルツ州   |
| 16a                        | ジャンクション                               | カイザースラウテルン分岐点 Dreieck Kaiserslautern                             | アウトバーン 63                 | ラインラント＝ プファルツ州   |
| 16b                        | インターチェンジ                             | カイザースラウテルン＝東 Kaiserslautern-Ost                                   | 連邦道路37号線                  | ラインラント＝ プファルツ州   |
| 17                         | インターチェンジ                             | エンケンバッハ＝アルゼンボルン Enkenbach-Alsenborn                            | 連邦道路48号線                  | ラインラント＝ プファルツ州   |
| 18                         | インターチェンジ                             | ヴァッテンハイム Wattenheim                                                   | 連邦道路47号線                  | ラインラント＝ プファルツ州   |
| 19                         | インターチェンジ                             | グリューンシュタット Grünstadt                                                | 連邦道路271号線                 | ラインラント＝ プファルツ州   |
| 21                         | ジャンクション                               | フランケンタール交差点 Kreuz Frankenthal                                      | アウトバーン 61                 | ラインラント＝ プファルツ州   |
| 22                         | インターチェンジ                             | フランケンタール＝北 Frankenthal-Nord                                         | --                              | ラインラント＝ プファルツ州   |
| 23                         | アウトバーン規格の連邦道路とのジャンクション | ルートヴィヒスハーフェン＝北 Ludwigshafen-Nord                                | 連邦道路9号線                   | ラインラント＝ プファルツ州   |
| 24                         | インターチェンジ                             | マンハイム＝ザントホーフェン Mannheim-Sandhofen                               | 連邦道路44号線                  | バーデン＝ ヴュルテンベルク州 |
| 25                         | ジャンクション                               | フィルンハイム分岐点 Viernheimer Dreieck                                      | アウトバーン 67                 | ヘッセン州                    |
| 26                         | ジャンクション                               | フィルンハイム交差点 Viernheimer Kreuz                                        | アウトバーン 659 連邦道路38号線 | ヘッセン州                    |
| 27                         | ジャンクション                               | マンハイム交差点 Kreuz Mannheim                                               | アウトバーン 656                | バーデン＝ ヴュルテンベルク州 |
| 28                         | アウトバーン規格の連邦道路とのジャンクション | マンハイム/シュヴェッツィンゲン Mannheim/Schwetzingen                         | 連邦道路36号線 連邦道路535号線  | バーデン＝ ヴュルテンベルク州 |
| 29                         | アウトバーン規格の連邦道路とのジャンクション | シュヴェッツィンゲン/ホッケンハイム Schwetzingen/Hockenheim                   | 連邦道路39号線 連邦道路291号線  | バーデン＝ ヴュルテンベルク州 |
| 30                         | ジャンクション                               | ホッケンハイム分岐点 Dreieck Hockenheim                                       | アウトバーン 61                 | バーデン＝ ヴュルテンベルク州 |
| 31                         | ジャンクション                               | ヴァルドルフ交差点 Kreuz Walldorf                                             | アウトバーン 5                  | バーデン＝ ヴュルテンベルク州 |
| 32                         | インターチェンジ                             | ヴィースロッホ/ラウエンベルク Wiesloch/Rauenberg                              | 連邦道路39号線                  | バーデン＝ ヴュルテンベルク州 |
| 33a                        | インターチェンジ                             | ジンスハイム Sinsheim                                                         | 3連邦道路9号線 連邦道路292号線  | バーデン＝ ヴュルテンベルク州 |
| 33b                        | インターチェンジ                             | ジンスハイム＝南 Sinsheim-Süd                                                 | --                              | バーデン＝ ヴュルテンベルク州 |
| 34                         | インターチェンジ                             | ジンスハイム＝シュタインスフルト Sinsheim-Steinsfurt                          | --                              | バーデン＝ ヴュルテンベルク州 |
| 35                         | インターチェンジ                             | バート・ラッペンアウ Bad Rappenau                                             | --                              | バーデン＝ ヴュルテンベルク州 |
| 36                         | インターチェンジ                             | ハイルブロン/ウンターアイゼスハイム Heilbronn/Untereisesheim                  | --                              | バーデン＝ ヴュルテンベルク州 |
| 37                         | インターチェンジ                             | ハイルブロン/ナッカーズルム Heilbronn/Neckarsulm                              | 連邦道路27号線                  | バーデン＝ ヴュルテンベルク州 |
| 38                         | ジャンクション                               | ヴァインスベルク交差点 Kreuz Weinsberg                                        | アウトバーン 81                 | バーデン＝ ヴュルテンベルク州 |
| 39                         | インターチェンジ                             | ブレッツフェルト Bretzfeld                                                    | --                              | バーデン＝ ヴュルテンベルク州 |
| 40                         | インターチェンジ                             | エーリンゲン Öhringen                                                         | --                              | バーデン＝ ヴュルテンベルク州 |
| 41                         | インターチェンジ                             | ノイエンシュタイン Neuenstein                                                 | --                              | バーデン＝ ヴュルテンベルク州 |
| 42                         | インターチェンジ                             | クプファーツェル Kupferzell                                                   | 連邦道路19号線                  | バーデン＝ ヴュルテンベルク州 |
| 43                         | インターチェンジ                             | シュヴェービッシュ・ハル Schwäbisch Hall                                      | 連邦道路14号線                  | バーデン＝ ヴュルテンベルク州 |
| 44                         | インターチェンジ                             | イルスホーフェン/ヴォルパーツハウゼン Ilshofen/Wolpertshausen                 | --                              | バーデン＝ ヴュルテンベルク州 |
| 45                         | インターチェンジ                             | キルヒベルク Kirchberg                                                        | --                              | バーデン＝ ヴュルテンベルク州 |
| 46                         | インターチェンジ                             | クライルスハイム Crailsheim                                                   | 連邦道路290号線                 | バーデン＝ ヴュルテンベルク州 |
| 47                         | インターチェンジ                             | シュネルドルフ Schnelldorf                                                    | --                              | バイエルン州                  |
| 48                         | ジャンクション                               | フォイヒトヴァンゲン/クライルスハイム交差点 Kreuz Feuchtwangen-Crailsheim     | アウトバーン 7                  | バイエルン州                  |
| 49                         | インターチェンジ                             | フォイヒトヴァンゲン＝北 Feuchtwangen-Nord                                    | 連邦道路25号線                  | バイエルン州                  |
| 50                         | インターチェンジ                             | アウラッハ Aurach                                                             | 連邦道路14号線                  | バイエルン州                  |
| 51                         | インターチェンジ                             | ヘーリーデン Herrieden                                                        | --                              | バイエルン州                  |
| 52                         | インターチェンジ                             | アンスバッハ Ansbach                                                          | 連邦道路13号線                  | バイエルン州                  |
| 53                         | インターチェンジ                             | リヒテナウ Lichtenau                                                          | --                              | バイエルン州                  |
| 54                         | インターチェンジ                             | ノイエンデッテルスアウ Neuendettelsau                                         | --                              | バイエルン州                  |
| 55                         | インターチェンジ                             | シュヴァーバッハ＝西 Schwabach-West                                           | 連邦道路466号線                 | バイエルン州                  |
| 56                         | アウトバーン規格の連邦道路とのジャンクション | シュヴァーバッハ＝南 Schwabach-Süd                                            | 連邦道路2号線                   | バイエルン州                  |
| 57                         | アウトバーン規格の連邦道路とのジャンクション | ロート Roth                                                                   | 連邦道路2号線                   | バイエルン州                  |
| 58                         | ジャンクション                               | ニュルンベルク＝南交差点 Kreuz Nürnberg-Süd                                   | アウトバーン 73                 | バイエルン州                  |
| 59                         | インターチェンジ                             | ニュルンベルク＝ラングヴァッサー Nürnberg-Langwasser                          | --                              | バイエルン州                  |
| 60                         | ジャンクション                               | ニュルンベルク＝東交差点 Kreuz Nürnberg-Ost                                   | アウトバーン 9                  | バイエルン州                  |
| 61                         | ジャンクション                               | アルトドルフ交差点 Kreuz Altdorf                                              | アウトバーン 3                  | バイエルン州                  |
| 62                         | インターチェンジ                             | アルトドルフ・バイ・ニュルンベルク/ラインブルク Altdorg bei Nürnberg/Leinburg | --                              | バイエルン州                  |
| 63                         | インターチェンジ                             | アールフェルト Alfeld                                                         | --                              | バイエルン州                  |
| 64                         | インターチェンジ                             | ズルツバッハ＝ローゼンベルク Sulzbach-Rosenberg                               | --                              | バイエルン州                  |
| 65                         | インターチェンジ                             | アンベルク＝西 Amberg-West                                                    | 連邦道路299号線                 | バイエルン州                  |
| 66                         | インターチェンジ                             | アンベルク＝南 Amberg-Süd                                                     | --                              | バイエルン州                  |
| 67                         | インターチェンジ                             | アンベルク＝東 Amberg-Ost                                                     | 連邦道路85号線                  | バイエルン州                  |
| 68                         | インターチェンジ                             | シュミットガーデン Schmidgaden                                                | --                              | バイエルン州                  |
| 69                         | インターチェンジ                             | ナープブルク＝西 Nabburg-West                                                 | --                              | バイエルン州                  |
| 70                         | ジャンクション                               | オーバープフェルツァー・ヴァルト交差点 Kreuz Oberpfälzer Wald                 | アウトバーン 93                 | バイエルン州                  |
| 71                         | インターチェンジ                             | ヴェルンベルク＝東 Wernberg-Ost                                               | --                              | バイエルン州                  |
| 72                         | インターチェンジ                             | ロイヒテンベルク Leuchtenberg                                                 | 連邦道路22号線 連邦道路14号線   | バイエルン州                  |
| 73                         | インターチェンジ                             | フォーヘンシュトラウス＝西 Vohenstrauß-West                                   | --                              | バイエルン州                  |
| 74                         | インターチェンジ                             | フォーヘンシュトラウス＝東 Vohenstrauß-Ost                                    | --                              | バイエルン州                  |
| 75                         | インターチェンジ                             | プライシュタイン Pleystein                                                    | --                              | バイエルン州                  |
| 76                         | インターチェンジ                             | ヴァイトハウス Waidhaus                                                       | --                              | バイエルン州                  |
| 77                         | 欧州連合内国境                               | ヴァイトハウス/ロスヴァドフ国境通過点 Grenzübergang Waidhaus-Rozvadov         | プルゼニ、プラハ方面            | バイエルン州                  |

## 歴史
ニュルンベルクとプラハを結ぶ道は14世紀にカール4世により「帝国道路」として指定された。現在のA 6はこの旧帝国道路に沿うため、ニュルンベルクより東の区間はプラハまでVia Carolinaと称されることがある。なお、これはA 6だけでなく、連邦道路14号線も、同じ歴史的な道路に沿うため、そう呼ばれることがある。

### 1935年 - 1955年
現在のA 6の最も古い区間はフィルンハイムJCTからマンハイムJCTまでの区間で、ハンブルク－フランクフルト－バーゼル線（現在のA 7北半分とA 5に相当）の一部として1935年に開通された。その後フィルンハイムJCTより西の区間の建設が始まった。1940年12月にライン川をまたがる建設中の橋が崩壊した。この事故で工事作業員30人が殉職した。その後、第二次世界大戦の影響もあり、工事が停止された。当該の橋は1953年に完成された。
カイザースラウテルン付近の区間は1936年に開通された。これはラントシュトゥールからフランケンタールまでの区間において最も古い部分である。当該区間は1941年に全線開通された。第二次世界大戦においてラントシュトゥールとカイザースラウテルンの間の区間の一部はドイツ空軍の飛行場として再整備された。この飛行場は敗戦後米軍が利用することになり、現在のラムシュタイン米軍基地構内にある。そのため、アウトバーンは1950年代前半に新たな路線で再建された。1955年まではこのアウトバーンをフランスの保護領であったザールラントの国境付近まで建設した。
ハイルブロンとニュルンベルクを結ぶ区間は1935年から計画された。建設は1938年に始まったが、1941年から戦争のため停止された。工事の停止までシュヴァーバッハとニュルンベルクの間の部分だけ完成された。

### 1955年 - 1969年
ザールラントが1957年にドイツの州になってから、A 6の同州を横断する区間の建設が始まった。フランスの国境までの区間は1969年に開通され、A 6を国際道路にした。なお、ザールブリュッケンより東の区間は1963年にすでに開通された。
マンハイムからハイルブロンまでの区間は1960年代に建設された。ホッケンハイム付近にA 6がホッケンハイムリンクと交差するようになった。そのため、このサーキットを改修する必要になった。改修は1966年に完成し、A 6は現在サーキットのすぐ隣を走る。

### 1970年代
ハイルブロンからシュヴァーバッハまでの区間の建設は1966年から再開された。当該路線の最も難しいとされた問題点はコッハー川とヤークスト川の渓谷を横断することであった。コッハータールブリュッケの完成で該当区間は1979年に開通された。
1970年代にニュルンベルクより東の区間の建設も推進された。1979年までニュルンベルクとアンベルクを結ぶ区間が完成。

### 1997年 - 2008年
アンベルクより東の区間は1997年から建設された。1999年にヴァイトハウスから国境までの部分が開通された。その後オーバープファルツJCTまでの区間は2005年に開通され、A 93をチェコと結ぶ路線となった。アンベルクからオーバープファルツJCTまでの区間は2004年6月から建設され、2008年9月10日に開通された。